# Gerhard Sachs

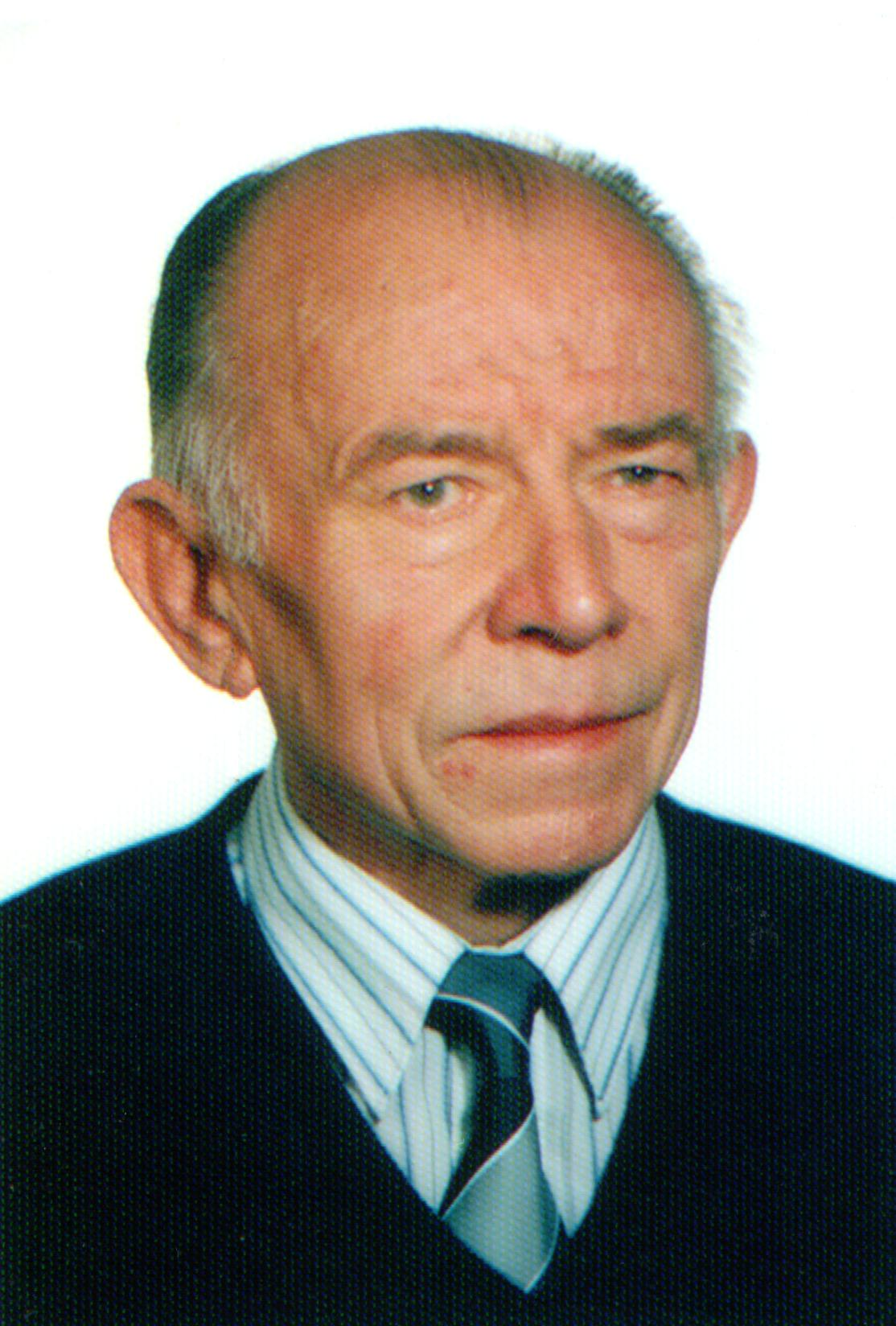
Gerhard Sachs, um 1990

Gerhard Walter Sachs (* 25. Dezember 1923 in Mülsen St. Niclas; † 15. September 1996 in Plauen) war ein deutscher Verwaltungsbeamter und Oberbürgermeister der Stadt Plauen im Vogtland.

## Leben
Gerhard Sachs wurde 1923 in Mülsen St. Niclas als Sohn von Karl Walter Sachs und dessen Ehefrau Minna Johanna Sachs geb. Oelschlägel geboren. Er war Mitglied der SED. Von 1949 bis 1957 war er Schulinspektor in Chemnitz. Danach arbeitete er von 1958 bis 1961 als Kreisschulrat in Auerbach/Vogtl. Von 1961 bis 1970 war Sachs Vorsitzender des Rates des Kreises in Auerbach. 1970 wurde er Oberbürgermeister in Plauen, dieses Amt musste er 1981 aus gesundheitlichen Gründen niederlegen.
Er war mit Elfriede geb. Sternkopf verheiratet, mit der er zwei Kinder hatte.

## Ehrungen
Unter anderen Auszeichnungen erhielt er 1983 den Vaterländischen Verdienstorden der DDR in Gold.